# Joseph Massino
Joseph Charles Massino (10 de janeiro de 1943 — 14 de setembro de 2023) foi um gângster nova iorquino membro da Cosa Nostra Americana. Ele foi membro da Máfia Americana e Chefão do crime da Família Bonanno de 1991 a 2004. Em julho de 2004, temendo receber a pena de morte por seus crimes, ele se tornou o primeiro Chefe de uma das Cinco Famílias de Nova Iorque a cooperar com o governo dos Estados Unidos e entregar evidências para o FBI sobre as atividades criminosas da máfia.
Criminoso desde criança, Massino se juntou a Máfia antes dos vinte anos. Ele acabou sendo apadrinhado por Philip Rastelli, um influente mafioso que acabaria se tornando chefe da Família Bonanno em 1973. Rastelli passou boa parte de sua vida como chefe dentro e fora da cadeia, mas conseguiu ordenar o assassinato de Carmine Galante, um chefe mafioso rival que buscava mais poder, em 1979. Originalmente trabalhando com roubo de caminhões, Massino assegurou sua ascensão ao matar membros de gangues rivais em 1981, primeiro com um triplo assassinato e depois organizando a morte do rival Dominick Napolitano. Em 1991, enquanto Massino estava na cadeia cumprindo pena por racketeering (rede criminosa), Rastelli faleceu. Massino, que já era sub-chefe nas ruas antes disso, foi apontado como o novo chefe da Família criminosa Bonanno. Solto ainda em 1991, ele começou a reconstruir a Família que estava em crise por quase um quarto de século, sendo bem sucedido nisso. No começo dos anos 2000, ele já era um dos mafiosos mais poderosos dos Estados Unidos. Massino ficou conhecido como "The Last Don", sendo o único chefão de uma família criminosa de Nova Iorque que não estava na cadeia naquela época.
No auge do seu poder, no começo de 2003, Massino foi preso pela polícia e indiciado por diversos crimes, como assassinato, extorsão, lavagem de dinheiro e agiotagem. Em 2004, foi condenado em um caso de corrupção e por controlar uma rede de extorsão, após vários membros de sua Família terem sido presos e acabarem dedurando suas atividades criminosas ao FBI. Entre os seus capangas que o denunciaram nas investigações estava o seu antigo subchefe e cunhado Salvatore Vitale. Com o peso de novas acusações sendo formadas, Massino enfrentava a possibilidade de receber a pena de morte pelos inúmeros assassinatos que ordenou. Em uma atitude sem precedentes na época para um dos chefes das Cinco Famílias de Nova Iorque, Joe Massino decidiu cooperar com as autoridades e concordou em entregar provas ao FBI e testemunhar contra outros membros das Famílias criminosas Nova-iorquinas. Devido a sua cooperação, a promotoria decidiu desistir da pena de morte e pediu pela prisão perpétua, com um júri concordando e o condenando em 2005. Massino testemunhou em dois casos importantes contra antigos colegas criminosos, ajudando as autoridades federais a condenar o novo chefe interino dos Bonannos, Vincent Basciano, em 2011. Devido a sua plena cooperação, e a um quadro de saúde agravado, o governo decidiu considerar que Massino tinha "cumprido sua pena" e ele acabou sendo solto em 2013, embora fosse permanecer sob vigilância e com várias limitações pelo resto da vida. A prisão de Massino no começo dos anos 2000 e sua cooperação com as autoridades foi um dos maiores golpes para a Cosa Nostra Americana em sua existência. A Máfia, depois disso, não conseguiu mais recuperar seu antigo poder, permanecendo apenas uma sombra do que um dia já foi.
Massino morreu após uma curta doença em um centro de reabilitação na cidade de Glen Cove, em Long Island, em 14 de setembro de 2023, aos 80 anos de idade. Ele morou em Ohio até pouco antes de sua morte.